# Einar Ólafsson
Einar Ólafsson (* 1. Mai 1962 in Ísafjörður) ist ein ehemaliger isländischer Skilangläufer.

## Werdegang
Einar Ólafsson trat international erstmals bei den Junioren-Skiweltmeisterschaften 1980 in Örnsköldsvik in Erscheinung. Dort belegte er den 61. Platz über 15 km. Bei den nordischen Skiweltmeisterschaften 1982 in Oslo errang er den 57. Platz über 15 km und den 13. Platz mit der Staffel. Zwei Jahre später lief er in Sarajevo bei seinen ersten Olympischen Winterspielen jeweils auf den 49. Platz über 15 km und 30 km. Bei den nordischen Skiweltmeisterschaften 1985 in Seefeld in Tirol kam er auf den 59. Platz über 15 km, auf den 52. Rang über 30 km und auf den 42. Platz über 50 km und bei den nordischen Skiweltmeisterschaften 1987 in Oberstdorf auf den 38. Platz über 30 km klassisch, auf den 34. Rang über 15 km klassisch und auf den 26. Platz über 50 km Freistil. Seine letzten internationalen Wettbewerbe absolvierte er bei den Olympischen Winterspielen 1988 in Calgary. Dort belegte er den 65. Platz über 30 km klassisch und den 44. Rang über 50 km Freistil.